# 1847년 북아메리카의 발진티푸스 유행
1847년 북아메리카의 발진티푸스 유행은 1847년 아일랜드 대기근 중에 아일랜드 이주민들이 한꺼번에 북아메리카로 들어옴에 따라 발생한 유행발진티푸스 집단발병 사태를 의미한다. 아일랜드 이주민들은 항해 내내 질병에 시달려야 했으며, 이를 "관선(coffin ship)"이라 부르기도 한다.

## 캐나다
캐나다에서는 1847년부터 1848년까지 20,000명 이상이 사망했으며, 많은 사람들이 그로스섬, 몬트리올, 킹스턴, 토론토, 세인트존의 열병 창고에 격리되었다.

### 그로스섬
1847년 5월 17일, 첫 번째 선박인 시리아(Syria)호가 430명의 환자를 싣고 그로스섬에 도착했다. 며칠 후에는 8척의 배가 따라서 들어왔다. 더글라스(Douglas) 박사는 이에 대해 "모든 선박이 지금처럼 열병 환자들을 싣고 도착할 가능성에 대해 전혀 고려하지 않았었다"고 기록했다. 일주일 후에 17척의 배가 추가로 나타났는데, 당시 이미 695명이 입원한 상태였다. 이후 불과 이틀만에 도착한 선박의 수는 30척에 달했고, 1만명의 이민자들이 처리를 기다리고 있었다. 5월 29일까지 총 36척의 선박이 도착했는데, 5월 말에는, 40척의 배가 세인트로렌스강을 따라 2마일(3 km) 길이의 줄을 형성하였다. 이 배들은 심지어 각각 열병과 이질에 감염된 상태였다. 1100명의 병자들이 헛간과 텐트에 수용되거나 교회 안에 줄지어 눕혀졌다.
로버트 화이트(Robert Whyte)라는 익명의 작가가 쓴 《1847 Famine Ship Diary: The Journey of a coffin ship》은 아이아스호(Ajax)에 탑승한 승객들이 가장 좋은 옷을 입고 승무원들을 도와 배를 깨끗하게 청소하는 모습을 그리고 있는데, 이들 중 대부분은 병원이나 퀘벡으로 보내질 것이라 적고 있다. 의사들은 실제로 환자들을 잠깐씩만 검진하고 며칠 동안 돌아오지 않았다. 한여름까지 그로스 섬에 2,500명의 환자들이 격리되었고, 대기 중인 배들은 몇 마일이나 늘어섰다. 7월 말, 검역 규정을 시행하기가 도무지 불가능했으며 의사들은 시간에 쫓기며 검진을 다녔기 때문에 더글러스 박사는 검역 규정을 폐지했다. 의사들은 이민자들이 지나갈 때 열이 나는 것 같은 사람들만 대상으로 혀를 검사했다. 이렇게 해서 환자들은 그로스섬을 나갈때만 건강한 척 함으로써, 건강한 사람으로 분류되어 캐나다 각지로 퍼져나갔다.

### 몬트리올
몬트리올에서는 1847년과 1848년 윈드밀포인트로 알려진 격리구역에서 3,500~6,000명의 아일랜드 이민자들이 발진티푸스나 "선열(ship fever)"로 사망했다. 이들은 퀘벡주의 그로스섬에서 격리되어 이송되었다. 적절한 준비가 부족했기 때문에, 발진티푸스는 곧 몬트리올에서도 창궐하기 시작했다. 너비 150 피트 (46 m) 높이 50 피트 (15 m)의 열병 창고 3채가 지어졌다. 그러나 수천 명의 이민자가 더 상륙함에 따라 더 많은 수의 열병 창고를 지어야만 했다.

### 토론토
토론토에서는 1847년 여름 동안 863명의 아일랜드 이민자들이 토론토 보건국이 킹가와 존가 북서쪽 모퉁이에 지은 열병 창고에서 발진티푸스로 사망했다. 길이 22미터, 너비 7.5미터의 헛간이 적어도 12채가 지어져 있던 것으로 알려졌다.

## 뉴욕
뉴욕으로 들어온 아일랜드 이주민들은 1847년의 발진티푸스 집단발병을 일으켰는데, 감염자의 80%가 대서양을 건너오는 이주선에 탑승한 사람들로 단지 20%의 사람들만 지역에서 감염되었다. 뉴욕병원에서 7주동안 147명이 치료받았다. 사망률은 11%에 달했다.